# RIR 119
Reserve-Infanterie-Regiment Nr. 119 (RIR 119) was een oorlogsonderdeel van het voormalig Württembergse leger. Zij bestond voornamelijk uit gemobiliseerden die hun dienstplicht hadden vervuld bij Grenadier-Regiment Nr. 119 "Königin Olga" (Württ. Nr. 1) uit Stuttgart.
Het regiment werd opgesteld op 2 augustus 1914. De drie bataljons werden gelicht uit de Landwehrbezirke Calw (I Batl., eerste bataljon), Rottweil (II Batl.) en Reutlingen (III Batl.) De regimentsstaf en de machinegeweercompagnie werden in Stuttgart opgesteld, net als het Ersatzbataillon van het regiment. De totale sterkte bedroeg op dat moment 74 officieren, 3.135 onderofficieren en manschappen, 6 machinegeweren en 195 paarden.

## Organisatie
Infanterieregimenten in het Duitse Keizerrijk waren gebruikelijk georganiseerd in twaalf doorlopend genummerde Kompagnien. De 1-4 Kompagnie vormden het eerste Bataillon, de 5-8 Kompagnie het II Batl., de 9-12 Kompagnie het III Batl. Daarnaast beschikte het regiment over een ondersteuningscompagnie zware mitrailleurs; de Maschinengewehr Kompagnie. Het regiment werd aangestuurd door een Regimentsstaf.
Het Reserve-Regiment volgde dezelfde structuur en werd samengesteld uit Reservisten (dienstplichtigen die niet langer dan vijf jaar waren afgezwaaid), Landwehrpersoneel (oudere dienstplichtigen tot 39 jaar, al dan niet militair opgeleid) en tijdens het oorlogsverloop zelfs Landsturmpersoneel (40 jaar en ouder)
Gemiddeld was een Reserve-Regiment bij opkomst als volgt samengesteld:
- 1% actief-dienenden
- 44% Reservisten
- 55% Landwehrpersoneel (het jongere deel, tot 31 jaar)

## Uniformering 1914
Het regiment werd geheel in het feldgrau gekleed, voor de meeste dienstplichtigen iets nieuws! Hoewel afkomstig uit een Grenadierregiment droegen de reservisten niet de gebruikelijke Gardelitzen. De verstrekte uniformjassen waren voor een groot deel voorzien van zg. Zweedse opslagen, hetgeen afwijkend was van de veel meer gebruikelijke Brandenburger opslagen. De epauletten waren voorzien van rode bies en uit stof geknipte en opgenaaide cijfers '119'.
Als hoofddeksel gold de Lederhelme, beter bekend als Pickelhaube, waarover een helmovertrek was geplaatst met daarop in rode opgenaaide letter en cijfers 'R 119'. Enkele maanden na het uitbreken van de oorlog werden deze overtrekken verstrekt met groene letter en cijfers of anders zonder.
Voor het overige was het regiment gekleed als de rest van de Württembergse infanterieregimenten.

## Onderbevelstellingen
RIR 119 werd ingedeeld bij de 52. Reserve-Infanterie-Brigade, die op haar beurt rangeerde onder de 26. Reserve-Infanterie-Division van het XIV. Reserve-Korps. Dit Badisch-Württembergse Armeekorps werd opgesteld door zorg van de Württembergse XIII Armeekorps. Het XIV. Res.-Korps maakte deel uit van het 7e leger.
Vanaf 23 januari 1917 wordt 52. Reserve-Infanterie-Brigade opgeheven. Het regiment gaat over naar 51. Res.-Inf.-Brig.

## Commandanten
- Vanaf 2 augustus 1914: Oberst Freiherr von Ziegesar.
- Vanaf 5 mei 1917: Major Salzmann.
- Vanaf 30 november 1917: Major (later bevorderd tot Oberstleutnant) Schäfer.

## Formatiegeschiedenis
- 12 mei 1916: De 2. Maschinengewehr-Kompagnie (komend van Feld-Maschinengewehr-Zügen nr. 138 en nr. 139.) wordt bij het regiment gevoegd.
- 21 september 1916: toevoeging van de derde Maschinengewehr-Kompagnie.
- 5 september 1918: Het regiment wordt gereorganiseerd in negen (in plaats van de gebruikelijke twaalf) Kompagnien die bovendien lang niet op sterkte zijn. Reden is de onvoldoende aanvoer van nieuwe troepen na de veldslagen aan de Somme.
- 8 september 1918: Toevoeging van een Minenwerfer-Kompagnie, samengesteld uit delen van de Württembergse Minenwerfer-Kompagnie nr. 226.
- 9 december 1918: Aanvang van de demobilisatie in Stuttgart; de eerste manschappen worden uit de dienst ontslagen en keren terug naar huis.

## Verliezen[4]
|                | Officieren | Onderoffn & manschappen |
| -------------- | ---------- | ----------------------- |
| gevallen       | 71         | 2096                    |
| Gewond         | 159        | 5732                    |
| Vermist        | 2          | 110                     |
| krijgsgevangen | 6          | 179                     |

## Krijgsverloop
Het regiment heeft opgetreden aan het Westfront: Frankrijk en België.

### 1914
In de tweede week van augustus wordt het regiment verplaatst naar Baden (omgeving Kenzingen) Op de dertiende gaat het regiment op voormars naar de Vogesen. Hier is zij een maand in gevecht waarbij vooral de gevechten om st. Dié (24 tot 28 augustus) opvallen.
Vanaf 10 september wordt de eenheid uit het gevecht gehaald en op transport gesteld naar Cambrai (N.-Frankrijk), van waaruit ze vanaf de 26e de opmars richting Bapaume begint. De dag erop al bestormt het regiment Bapaume en Ovillers.
Vanaf dit moment zit de eenheid aan de Somme in wisselende sectoren. st. Pierre Divion wordt begin oktober ingenomen. In december weet het regiment een grootscheepse Franse aanval op Ovillers af te slaan.

### 1915
Het jaar opent met zware gevechten van het derde bataljon bij de Granathof, een stellingencomplex aan de westzijde van het dorpje la Boiselle. Begin april gaat het onderdeel naar Bapaume voor een periode van rust, recuperatie en training. Na deze periode keert het regiment terug en wel in de sector grofweg bij st. Pierre Divion en Beaumont Hamel. Hier neemt zij deel aan de gevechten rond Serre in de zomer.

### 1916
Tot aan de zomer is het regiment betrokken bij gevechten op de stellingen. Grootscheepse aanvallen voert het Duitse leger dan allang niet meer uit. Alle energie wordt gestoken in het verbeteren en uitbreiden van de opstellingen en het verdedigen hiervan.
Op 24 juni start het doorlopende bombardement van de Engelsen als voorbereiding op de grote aanval van 1 juli. De onderkomens zijn goed voorbereid.
De grote aanval van 1 juli start in de sector van RIR 119 met het (te vroeg) springen van de mijn bij Beaumont-Hamel. De negende Kompagnie wordt hier ernstig door getroffen; twee Züge (pelotons) worden levend begraven in de schuilplaatsen. Het regiment verdedigt haar sector tot aan 7 september, waarna zij op rust en recuperatie gaat in de omgeving van Inchy. Hierna keert ze terug. Vanaf oktober dient het regiment in een andere sector: zuid van Albert.

### 1917
Tot globaal april neemt het regiment deel aan de stellingsgevechten aan de Somme en het achtergebied. Vanaf april gaat de eenheid naar de Siegfried-Stellung (Noord-Frankrijk, voornamelijk bij Bullecourt en st. Quentin), het III Batl wordt onder bevel gesteld van de 220. Infanteriedivision en wordt ingezet bij de verdediging van Arras.
Als in de zomer van 1917 zich de derde slag bij Ieper ontrolt wordt het 119e Reserve verplaatst naar de regio rond Kortrijk als gevechtsreserve van de Gruppe Wytschaete van het 4e Duitse Leger. Al snel wordt de eenheid naar de noordelijke sector verplaatst waar zij voornamelijk optreedt in Houthulst en Diksmuide (aan de Yzer) Ook in deze periode wordt wacht gedraaid aan de Belgisch-Nederlandse grens.

### 1918
Dit jaar, het laatste bijna volle jaar van de oorlog, staat voornamelijk in het teken van het voorjaarsoffensief en de gevolgen daarvan.
In februari wordt het regiment voorbereid op het voorjaarsoffensief op de oefenterreinen bij Waasmünster. Vanaf half maart gaat het regiment in opmars naar Frankrijk. De opmars gaat gepaard met veel gevechten en eind juli bevindt het 119e Reserve zich in de stellingen bij Hébuterne, in het voormalige stellingsgebied van de Somme uit 1916. Vanaf eind juli tot aan 8 augustus is het regiment in rust maar wordt betrokken op de 8e augustus bij de Engelse doorbraak.
Vanaf dat moment gaat de terugval snel. De eenheid valt terug op het gebied Cambrai en voert daar de dekking uit van de terugtocht van het leger. In september is het regiment in ruste en reorganisatie om vervolgens in hoog tempo terug te trekken via Douai, de Wotan III Stellung, de Sehnen-Stellung naar het Scheldekanaal waar zij ingezet wordt als Divisie-reserve. Het eerste bataljon vormt samen met het derde bataljon van RIR 121 een gelegenheidsregiment en dekt de terugtocht van het leger bij Thulin. Het is dan al tweede helft oktober.
Het is 8 november als het regiment zich via de Hermann II Stellung, oost van Peruwelz, terugtrekt op de Antwerpen-Maaslinie.

### 1918 einde
Als op 11 november de kanonnen zwijgen, volgens de regimentsgeschiedenis 's middags om twaalf uur, houdt de oorlog op voor het regiment. Gereedschappen en overbodige voorraden worden aan de Belgische bevolking verkocht, munitie wordt vernietigd en het regiment trekt zich te voet terug naar Herbestal bij de grens. Het derde bataljon draagt zorg voor de spoorwegbeveiliging en het regiment bereikt op 25 november Keulen. Vanaf hier gaat de mars verder naar Schwelm waar de eenheid op transport gezet wordt naar Stuttgart waar zij op 7 december arriveert. Twee dagen later start de demobilisering van het regiment, die op dat moment ophoudt te bestaan en 'terugkeert' naar de stam: Grenadier-Regiment 119.

### en verder
In 1920 verschijnt bij de Chr. Belfersche Verlagsbuchhandlung Stuttgart de regimentsgeschiedenis van RIR 119. Een in 1922 uitgegeven boekje behandelt een Regimentsfeest op 7 mei van dat jaar, er is dus kennelijk sprake van reünies.
Het stamregiment "Königin Olga" leeft vanaf juni 1919 verder in de twee Schützen Regimenten van Württemberg: de nrs. 25 en 26. Deze zullen later overgaan in de Reichswehr.